# Amphilochus kailua
Amphilochus kailua är en kräftdjursart. Amphilochus kailua ingår i släktet Amphilochus och familjen Amphilochidae. Inga underarter finns listade i Catalogue of Life.